# Empreendedorismo corporativo
Empreendedorismo corporativo pode ser genericamente definido como "o processo pelo qual um indivíduo ou um grupo de indivíduos, em associação com uma organização existente, criar uma nova organização ou instigar renovação ou inovação dentro dessa organização". Pode também ser definido como a execução de atividades de empreendedores, dentro das organizações, utilizando-se do exercício da criatividade na geração de inovações que podem ser aplicadas no futuro, que assumem para si a obrigação com as ações da organização, chegando até a sentirem-se "proprietários" da sua área de trabalho.

## Objetivos
Alguns autores apresentam uma definição que geralmente inclui dois objetivos para o empreendedorismo corporativo:
- criação de novos negócios dentro das organizações e;
- renovação da estratégia atual.

Ainda que muitos autores já tenham realizado muitas análises acerca desse tema, muito ainda precisa ser analisado, inclusive no Brasil, onde este tema ganhou destaque apenas nos últimos anos.

## O empreendedor corporativo
Quando se debate a necessidade do estímulo ao empreendedorismo corporativo é que as organizações precisam explorar ideias empreendedoras para a geração de novas soluções no propósito de crescimento e adaptação ao mercado. Para a realização de tal tarefa, as corporações contam com os gerentes de ideias, conhecido como empreendedor corporativo. A literatura no campo da ciência administrativa tem promovido uma discussão com o enfoque no empreendedor nas organizações, não no papel de empresário ou fundador do negócio, mas sim como empregado ou stakeholder inserido nelas.

### Definição
O empreendedor corporativo, ou empreendedor interno, é o aquele que estimula novos negócios nas organizações, podem ser presidentes ou executivos que avaliam os riscos e decidem proposta de mudanças nos seus negócios, acionistas, consultores e especialistas que atuam na área de gestão, planejamento estratégico e construção de novos negócios na empresa. Este profissional está focado na criação de novas oportunidades no mercado em que a empresa está inserida. Pode ser um novo negócio, uma nova linha de produto, atingir um novo posicionamento no mercado, entre outros.

### Desafios do empreendedor corporativo
A presença de um empreendedor interno é de suma importância para o desenvolvimento de inovações na empresa, não importando o setor que esta corporacão esteja inserida. Cabe para tanto, que as organizações que adotam os empreendedores internos levem em conta barreiras que dificultam o desenvolvimento da atitude empreendedora, caso contrário, tal comportamento pode resultar em um limitador de tal atividade. As dificuldades mais comuns são:
- processos inflexíveis de aprovação e decisão;
- gerenciamento centralizador;
- alto teor de formalidade nos processos de trabalho;
- ausência de ambiente favorável ao trabalho em equipe;
- restrições oriundas de uma descrição formal de cargo;
- rígida disciplina para com as normas e padrões internos:
- intolerância a erros e fracassos;
- baixos orçamentos para as atividades empreendedoras de risco.

## Transformação das empresas através do empreendedorismo
A cada dia mais empresas estão iniciando atividades no campo do empreendedorismo porque se utilizam dessa ação como alimento para o desenvolvimento da inovação e manter vantagens competitivas frente a outras empresas. As corporações que já visualizaram os benefícios da iniciativa empreendedora no seu meio, já permitem que os seus funcionários se dediquem no desenvolvimentos de suas ideias, até mesmo financiando os projetos. Vemos hoje, com cada vez mais frequência, as empresas lançarem concursos de empreendedorismo, investirem em novos negócios, que de alguma forma poderá impactar positivamente nos negócios da empresa, e em programas de intraempreendedorismo. O pensamento empreendedor deve estar presente nas grande corporações para garantir a sobrevivencia e crescimento.

### Concursos em prol do empreendedorismo corporativo
As universidades hoje não são os únicos a aplicar concursos para o desenvolvimento do empreendedorismo. As companhias hoje estão usando de concursos semelhantes para envolver cada vez mais os trabalhadores no processo criativo e de ideação de novas ideias e negócios e como uma ferramenta de recrutamento de profissionais com características empreendedoras, bem como numa divulgação maior da marca.
Ernst & Young, por exemplo, tem o "The Innovation Challenge", que é um concurso interno, onde os funcionários desenvolvem novas ofertas de serviços para seus clientes. Na PwC, outra grande empresa de consultoria, ocorre o "PwC PowerPitch", que é um concurso de inovação, onde a equipe vencedora recebe uma quantia de US$ 100.000 para implementar sua ideia. Muitas das ideias desenvolvidas nesses desafios já foram implementadas e retornaram valor para a companhia.
A empresa Amazon que possui como um de seus produtos a Amazon Web Services aplica a "Start-Up Challenge" que é uma competição para startups que usam Web, e-commerce e tecnologia de computação em nuvem para construir as suas infra-estruturas e empresas. Os prêmios incluem uma subvenção de US $ 50.000, sessões de "mentoring" e uma oferta de investimento potencial da Amazon.
A aplicação de concursos corporativos apresentam um grande potencial de sucesso porque as pessoas, de natureza, são altamente competitivas e isso possibilita a criação de grandes ideias representando uma grande oportunidade para aumentar não só a sua própria popularidade, como a das grandes empresas.

### Empresas investindo em startups
Em vez de apenas adquirir startups e associá-las aos seus negócios, grandes empresas estão investindo nelas também. Um exemplo dessa ação é a Microsoft Ventures da Microsoft, programa anteriormente conhecido como "Fundo Bing". É um programa de fundo anjo e incubadora que busca parcerias com empreendedores que tem como foco as áreas móvel e web. Em 2007 a Microsoft investiu também US$ 240 milhões no Facebook para 1,6% da empresa.
Inúmeras companhias hoje aplicam programas semelhantes. Os investimentos em startups são muito promissores devido ao fato das empresas não poderem fazer a aquisição de uma startup em seu estágio inicial. Quando investem, eles alimentam o desenvolvimento dessas startups e se tornam parceiros delas.

### Programas de Empreendedorismo/Intraempreendedorismo
A aplicação de programas com base empreendedoras dentro das empresas tem alcançado bons resultados nos últimos anos. Especialistas da indústria acreditam que 30% das grandes empresas fornecem fundos para financiar esforços intraempreendedoras. Um dos exemplos de sucesso dessa iniciativa é o programa "Bootlegging Policy" da 3M, que permite que os funcionários usem 15% do seu tempo no trabalho fazendo projeto criativos. No ano de 1987, Art Fry utilizou desse programa para criar o Post-it, produto altamente rentável. Google também tem um programa que permite todos os seus funcionários a gastarem 20% de seu tempo de trabalho em projetos que resultem em benefícios para clientes da empresa. Grande projetos bem sucedidos surgiram desse tempo dedicado pelos funcionários como o Gmail, Google News e AdSense. Gmail, por exemplo, divulgou recentemente possuir 900 milhões de contas ativas no serviço. Até 2009, metade de todos os produtos desenvolvidos pelo Google foram provenientes desse programa.
O Facebook, por outro lado, possui um programa de fomento ao empreendedorismo chamado hackathons, onde promove a inovação através de suas equipes de engenharia. Hackathon é um evento onde os programadores colaboram no desenvolvimento de projetos de software. Em um dos hackathons já realizados pela empresa foi concebido o botão "Like", que hoje é uma parte integrante da marca.
A Microsoft também possui um iniciativa nessa área, o Microsoft Garage que é um programa aplicado em toda a empresa e que incentiva a inovação. Os funcionários se reúnem em uma garagem real durante horas e constroem coisas que eles sonham.